# Titularbistum Ancyra degli Armeni
Ancyra degli Armeni (ital.: Ancira degli Armeni) ist ein Titularbistum der katholischen Kirche, das vom Papst an Titularbischöfe aus der mit Rom unierten Armenisch-Katholischen Kirche vergeben wird.
Der antike Bischofssitz lag in der gleichnamigen Stadt Ancyra in der römischen Provinz Galatia in der Zentraltürkei.
| Titularbischöfe von Ancyra degli Armeni |                      |                                                                |              |                   |
| Nr.                                     | Name                 | Amt                                                            | von          | bis               |
| 1                                       | Mikail Nersès Sétian | Apostolischer Exarch der Vereinigten Staaten von Amerika (USA) | 3. Juli 1981 | 9. September 2002 |